# 忍 -SHINOBI-
『忍 -SHINOBI-』は、セガの忍者アクションゲーム。日本では、1987年11月よりアーケードゲームとして稼働を開始。アーケード版のシステム基板は「セガ・システム16(B)」を使用している。
作品タイトルの正式表記は明確に定まっておらず、公式においても表記ゆれがある。本項では、そのうちのひとつの表記を記事名としている。セガの公式サイト（#外部リンクを参照）での各機種版のページにおける記載も統一されていないが、『SHINOBI 忍』と表記しているページが多い。

## 概要
全5ステージをクリアして最終ボスキャラを倒す、面クリア方式の横スクロールアクションゲーム。当時としてはスタンダードな2Dタイプのグラフィックで描画される。より詳細に語ると（リリース当時における）現代の何処かが舞台で（各ステージは日本やアメリカを彷彿とさせる情景が混在しており、何れも特定の地名にはなっていない）、プレイヤーは主人公の忍者「ジョー・ムサシ」を操作し、さらわれた子供の忍者達を救出しつつ、黒幕忍者「マスクドニンジャ」を倒す事を目指す。
開発はセガ第一研究開発部（後のセガ第1AM研究開発部）が行い、ディレクターは後にメガドライブ用ソフト『ソニック・スピンボール』（1993年）を手掛けた菅野豊が担当、音楽は後にアイレムに転籍し、スーパーファミコン用ソフト『SUPER R-TYPE』（1991年）を手掛る事になる川上康広が担当している。
本作は日本国内ではセガ・マークIIIを端緒とし、その後PCエンジンを始め様々な機種に移植された。（詳細は#移植版を参照）日本国外でも欧州では各種ホビーパソコンなど様々な機種へ独自に移植、NESでも任天堂のライセンスを受けない形ではあるが発売されるなど、海外でも人気を博した。
後に続編となるメガドライブ用ソフト『ザ・スーパー忍』（1989年）が発売され、以後「忍シリーズ」（SHINOBIシリーズ）という形で括られる幾つかの作品がリリースされた。（#忍シリーズ一覧参照）
「ジョー・ムサシ」の攻撃方法は刀・拳銃・手裏剣・忍術があり敵との距離で自動的に変化、近接状態では刀を用い（キックを繰り出すこともある）離れると飛び道具で攻撃する。
忍術は各面につき1回だけ使用できる。分身・稲妻・竜巻と3種類の忍術があるが、どの忍術を使うかは面毎に決まっており選択することはできない。
1度も飛び道具や忍術を使わずに面クリアするとそれに応じた隠しボーナス点が得られる。これを通称「忍」ボーナスと呼び、以降他のゲームにおいても同様のシステムが採用されることがあった。

## ゲーム内容
4方向レバーと攻撃、ジャンプ、忍術の3ボタンで操作する。
攻撃ボタンを押すことで敵キャラクターへの攻撃を行う。敵キャラクターと離れている時は手裏剣による攻撃を行い、敵キャラクターと近接している時はパンチやキックでの攻撃を自動的に切り分けて行う。
救出した子供忍者の中にパワーアップ機能を持つキャラクターがおり、その場合手裏剣攻撃は銃攻撃へ、パンチ、キック攻撃は忍者刀攻撃へと切り替わる。
移動はレバー左右によって左右移動を行い、下を押すことでしゃがむことができる。また、しゃがんだまま左右移動や攻撃も可能。
ジャンプボタンによってジャンプすることができ、敵の攻撃を回避するほかにジャンプ攻撃もできる。場所によっては上下2ラインになっているため、上を押しながらジャンプすると上階へ、下を押しながらジャンプすると下階へ移動できる。
忍術は各ステージにつき忍術ボタンを押すことで1回だけ使用できる。忍術には3種類あり、ステージによって使用できる忍術が決まっているため選択することはできない。忍術の効果は全て敵全体への攻撃となっている。
忍術の種類
- 分身の術 - 主人公の分身が8方向へ飛び交う。
- 稲妻の術 - 主人公の体から稲妻を出す。
- 竜巻の術 - 主人公の周りに竜巻を起こす。

敵と接触しても弾かれるのみで、それだけではミスとならず、敵からの攻撃を受けた時点でミスとなる。体力ゲージなどはなく、攻撃を受けた際や穴に落ちた際に1ミスとなり、全てのライフメーター（残機）を失うとゲームオーバーとなる。
主人公には5つの「ミッション」（指令）が与えられ、それぞれ3〜4つのステージで構成されている。ミッション1のみ3つのステージになっており、他のミッションは4ステージとなっている（全19ステージ）。
ステージ1〜3（ミッション1のみ1〜2）では子供忍者を全員救出することが目的となり、全員救出しないと次ステージへ進むことができない。
最後のステージではボス敵が登場し、ボスキャラクターを倒すことで次のミッションへと進むことができる。
各ミッション間にはボーナスステージがあり、このステージのみ3D画面となっている。画面奥から走って迫ってくる敵忍者を全て倒せばボーナスポイントが獲得できる。1人でも逃すと画面上の目前に忍者が現れミスとなりボーナスポイントは獲得できない。
BGMは通常面では4種類あり、各ステージごとに使い回しとなっている。また、ボス敵用のBGMもあるが、ミッション2のボスのみ専用BGMとなっている。

## 設定

### ストーリー
某A国において、伊賀の血を引く忍一派の村から子供忍者が次々とさらわれる事件が発生した。忍者たちの必死の捜索の結果、世界制覇を企む犯罪シンジケート「ZEED」の仕業であることが分かった。村の若き忍者、「ジョー・ムサシ」のもとに子供忍者を救いだし、「ZEED」を倒すよう指令が下った。ジョー・ムサシは、鍛えられた体術と忍術を駆使しながら、悪の組織の秘密基地を目指す。

### ステージ構成
MISSION 1 「テロリストを追え!」
スラム街が舞台となっている。
MISSION 2 「アジトに潜入せよ!」
港が舞台となっている。
MISSION 3 「補給基地を叩け!」
基地が舞台となっている。
MISSION 4 「ニンジャ部隊を打ち破れ!」
訓練所が舞台となっている。
MISSION 5 「黒幕ニンジャを倒せ!」
屋敷が舞台となっている。このミッションのみコンティニュー不可となっている。

## 登場キャラクター
- ジョー・ムサシ
本作の主人公。体術、忍術を駆使し子供忍者の救出と「ZEED」壊滅を目的とする。
- 子供忍者
各ステージに一定数配置されている。体を縛られており、動くことはできない。触れることで救出することができる。

### 敵キャラクター
- 突忍モヒ
髪型がモヒカンになっている。キック攻撃を行う。
- 銃忍ガン
銃を構えており、銃を撃ってくる。立って撃つ場合と、伏せ撃ちをする場合がある。立って撃つ場合は、数発ごとに銃弾の入れ替えを行う。
- 短刀忍ジャックナイフ
主人公に向けて突進してくる。通常触れただけではミスとならないが、ナイフに触れた場合はミスとなる。動きが速い。
- ハッサン
子供忍者の番兵。髪型が弁髪になっており、青龍刀を振り下ろしてくる。
- マーサン
ハッサンの色違い。刀を投げつけてくる。
- 蜘蛛忍スパイダー
壁を這うように移動し、主人公目がけて体当たり攻撃をする。触れただけでミスとなる。
- 緑忍者（グリーン）
ミッション2以降登場。横移動のみ行い、刀で攻撃する。障害物はジャンプで乗り越える。
- 青忍者（ブルー）
ミッション2以降登場。横移動以外に、ジャンプによる回転攻撃を行う。
- 赤忍者（レッド）
ミッション3以降登場。主人公の目の前でジャンプし、振り向きざまに刀で攻撃する。
- 黄忍者（イエロー）
ミッション2ステージ4のみ登場。主人公の攻撃をジャンプで回避する。
- 水忍スキューバ
ミッション2ステージ2のみ登場。水中からジャンプし刀で攻撃する。酸素ボンベを背負っている。
- 砲忍バズーカ
ミッション3以降登場。米軍兵士のような姿をしており、バズーカ砲で攻撃してくる。
- 狂忍ジャンキーヘッド
ミッション4以降登場。上半身裸になっている。ジャンプ攻撃を仕掛けてくる。足場の悪いステージにのみ登場し、触れてもミスとはならないが、弾かれて穴に落ちる危険性がある。
- 道化忍スカル
ミッション4以降登場。骸骨の忍者。骨を投げつけて攻撃してくる。攻撃すると砕け散って倒れる。
- カラス天狗ルーク
ミッション4ステージ2、3で登場。体当たり攻撃を仕掛けてくる。
- 僧忍ボーズ
僧侶のような姿をしている。棒術による攻撃を行う。倒さずにいると主人公を追いかけてくる。

### ボスキャラクター
- 大炎忍ケンオー
ミッション1に登場。和式の兜を被っており、8方向に移動する炎で攻撃する。弱点は頭。
- ブラックタートル
ミッション2に登場。大型のヘリコプターであり、ミサイル攻撃を行う。機内から黄忍者が現れ同時に攻撃する。弱点は機体前部。このボスのみ専用BGMとなっている。
- マンダラ
ミッション3に登場。観音のような姿をしている。上下左右に並んでおり、攻撃すると回転する。背部には攻撃できないため、回転した際には連続攻撃ができない。全てのマンダラを倒すと、奥にマンダラマスターがいる。上下に移動しながら2種類の軌道を描く球体で攻撃してくる。弱点は目。
- 大魔忍ロブスター
ミッション4に登場。鎧武者の姿をしており、左右に移動する。主人公に対して突進し、刀で切りつけてくる。弱点は頭。
- マスクドニンジャ
ミッション5に登場。般若の面を被った忍者。犯罪シンジケート「ZEED」の総帥であり、最後のボスキャラクター。主人公と同じ忍術を使用する。初期段階では稲妻の術、第2段階で竜巻の術、第3段階で分身の術を使用し、第4段階では素早く動き回りパンチ、キック攻撃を行う。

## 移植版
| No. | タイトル                                                                | 発売日                                     | 対応機種                                | 開発元                 | 発売元                | メディア                                        | 型式                                              | 売上本数・備考                                                                     |
| --- | ----------------------------------------------------------------------- | ------------------------------------------ | --------------------------------------- | ---------------------- | --------------------- | ----------------------------------------------- | ------------------------------------------------- | ---------------------------------------------------------------------------------- |
| 1   | 忍 -SHINOBI-                                                            | 1988年6月19日 1988年9月 1988年             | セガ・マークIII (SG-1000III)            | セガ                   | セガ                  | 2メガビットロムカセット                         | G-1353 7009 MK-7009-50                            | セガ・マークIII（SG-1000III）の FMサウンドユニットに対応。                         |
| 2   | SHINOBI                                                                 | 1989年9月                                  | Amiga Amstrad CPC Atari ST              | Binary Design          | Sales Curve           | フロッピーディスク カセットテープ               | -                                                 |                                                                                    |
| 3   | SHINOBI                                                                 | 1989年9月                                  | コモドール64 ZX Spectrum                | Sales Curve            | Virgin Mastertronic   | フロッピーディスク カセットテープ               | -                                                 | 北米ではコモドール64版のみ発売                                                     |
| 4   | SHINOBI                                                                 | 1989年                                     | PC/AT互換機                             | Micromosaics           | セガ                  | フロッピーディスク                              | -                                                 |                                                                                    |
| 5   | SHINOBI                                                                 | 1989年                                     | NES                                     | テンゲン               | テンゲン              | ロムカセット                                    | -                                                 |                                                                                    |
| 6   | SHINOBI                                                                 | 1989年                                     | MSX                                     | Binary Design          | Virgin Mastertronic   | フロッピーディスク                              | -                                                 |                                                                                    |
| 7   | 忍 -SHINOBI-                                                            | 1989年12月8日                              | PCエンジン                              | デュアル               | アスミック            | 3メガビットHuCARD                               | AS01001                                           |                                                                                    |
| 8   | Sonic's Ultimate Genesis Collection SEGA Mega Drive Ultimate Collection | 2009年2月10日 2009年2月20日                | PlayStation 3 Xbox 360                  | Backbone Entertainment | セガ                  | Blu-ray Disc DVD-ROM                            | PS3: BLUS-30259 BLES-00475 XB360: 68034 384-40210 | アーケード版の移植                                                                 |
| 9   | 忍 -SHINOBI-                                                            | INT 2009年6月10日                          | Xbox 360 (Xbox Live Arcade)             | Backbone Vancouver     | セガ                  | ダウンロード                                    | -                                                 | アーケード版の移植 Xbox OneとXbox Series X/Sでは2024年12月6日11:59配信・販売終了。 |
| 10  | 忍 -SHINOBI-                                                            | 2009年7月14日 2009年12月7日 2009年10月23日 | Wii                                     | エムツー               | セガ                  | ダウンロード （バーチャルコンソールアーケード） | -                                                 | アーケード版の移植。 日本では2019年1月31日 配信・販売終了。                        |
| 11  | SEGA AGES SHINOBI 忍                                                    | 2019年10月31日                             | Nintendo Switch (ニンテンドーeショップ) | エムツー               | セガゲームス          | ダウンロード                                    | -                                                 | アーケード版の移植                                                                 |
| 12  | SHINOBI 忍                                                              | 2020年12月17日                             | アストロシティミニ                      | 瑞起                   | セガトイズ セガ(販売) | プリインストール                                | -                                                 | アーケード版の移植 本体にあらかじめ収録された36タイトル+おまけ1タイトルのうちの1つ |

日本でリリースされた、代表的な移植機版の事例を下に記す。

### セガ・マークIII版
グラフィックは全て新しく描き直され、キャラクターは小さくなった。また、ゲームルールにもアレンジが加わっている。プレイヤーに体力ゲージが設定され、近接攻撃・遠距離攻撃共にパワーアップする事ができ、忍術はボーナスステージでの入手となった。ただし忍術はボス戦では使えず、通常ステージでも使用できる合図が出ないと使用できないので殆ど役に立たない事がある（中盤～後半辺りから使用可能）。また2面のボス戦では若干、動きがぎこちなくなる。ラスボスのマスクドニンジャを倒してもエンディングはなく、「GAMEOVER」と表示されるのみである。

### PCエンジン版
1989年にアスミックより発売。業務用にあった制限時間及び残りタイムボーナスを廃止。グラフィックは業務用にかなり近いながらも、ミッション2の全面削除により全4面となっている。また、ボーナスステージ、音声合成、刀等の近接攻撃全般が削除となっている他、飛び道具は手裏剣のみになった。その他、以下の敵キャラクターが削除されているが、代わりに銃忍ガン2（銃忍ガンの色違いで攻撃を2回当てないと倒せない）、黒忍者（ブラック）と白忍者（ホワイト）が追加されている。
削除されたキャラクター
- 水忍スキューバ
- 砲忍バズーカ
- 蜘蛛忍スパイダー - ブルースパイダーと名称を変更。
- 狂忍ジャンキーヘッド - ブルースパイダーの色違いでグリーンスパイダーとして登場する。
- 道化忍スカル
- カラス天狗ルーク
- 僧忍ボーズ
- ブラックタートル

### Xbox 360版
Xbox LIVE ARCADEタイトルとして、ダウンロード配信。業務用に非常に忠実だが、ゲーム進行状況のセーブ（いわゆる「どこでもセーブ」）等の新機能が付いた。

### Wii版
バーチャルコンソールアーケードタイトルとして、ダウンロード配信。こちらも比較的業務用に忠実。
HOMEボタンからゲーム終了でプレイを中断できるレジューム機能あり。
ゲームオプションで難度、残機、敵弾の速度等の設定が可能。
「Wiiショッピングチャンネル」のサービス終了に伴い、2019年1月31日14時59分を以って配信・販売は終了している。既にダウンロード・購入し本体や記録媒体に収録されているものについては、当面はプレイ可能。

### Nintendo Switch版
セガ（ゲームス）が展開中の新生SEGA AGESシリーズ第13作目として、日本では2019年10月31日にリリース（ダウンロード専売）。日本版と海外版が同時収録され、プレイ前に選択可能。
付加価値要素
下記要素はプレイ前にオプションでON/OFFが可能。
- 「時間戻し」を搭載。ゲームプレイ中ボタン一つで即座に数秒前の状態に戻せる。忍術的な名称だが本来のゲームデザインに組み込まれたものではなく、オプション機能のひとつ（他の「SEGA AGES」シリーズ作品の幾つかにも名前は違うが同様の機能がある）。
- このほか、「忍ボーナス」チャレンジプレイをし易くする近接攻撃専用ボタンや、あるステージのボスキャラ攻略に絶大な効果を発揮するボタン連射機能が追加された他、「Joy-Con」の基本機能である「HD振動」連動プレイも実装。
- 「画面モード」には新たに「キャビネット」が追加。本作稼働開始当時に使われていたセガの汎用ゲーム筐体「エアロシティ[注 3] 」のモニタ部分に映像が映るようになっている。「キャビネット」でプレイする時のみ、往時のゲームセンター店内の雰囲気をイメージした環境音がゲーム音楽にミックスされる。
- アレンジモードにあたる「AGESモード」ではジョー・ムサシが白装束に変わり、『ザ・スーパー忍』版（以下TSS版）ムサシの印象に近づけている（後述する「Switch版開発エピソード」からの流れで、このような衣装になっている模様）。このモードではムサシの攻撃力が常にパワーアップ状態となり敵が倒し易い。また敵攻撃を受けると一発でムサシ（自機）が失われるオリジナル版の仕様を2ライフ制に変更、二発まで耐えられる（ちなみに一度ダメージを受けるとライフアイテム[注 4] で回復するかステージクリアするまで装束が赤くなる）。

Switch版開発エピソード
- 「SEGA AGES」シリーズ全体統括のリードプロデューサー兼ディレクター・小玉理恵子（セガ所属）から「SYSTEM16（が原典のゲーム作品）から何か入れましょう」というオーダーがあり、本作および『ゴールデンアックス』『獣王記』という候補から、最終的には全世界同時期配信で、「SHINOBI」シリーズの海外での知名度から本作が選ばれた[11]。
- 開発（移植）期間は約8 - 10ヶ月。最終的な仕様が確定するには紆余曲折があった。
  - 付加価値要素の一つとして、TSS版ジョー・ムサシそのものでプレイ出来る構想もあった[注 5]が、TSS版ムサシの象徴的な忍術（体術）である「八双手裏剣」は本作のゲームデザインにそぐわないため、お蔵入りとなった。
  - 忍シリーズの別作『シャドーダンサー』のお供キャラ（忍犬）「ヤマト」をジョーに帯同出来るようにするという案もあった。ヤマトは見た目も可愛く、世界観を壊さず、難易度も下がるナイスアイデアかと思われたが、「（ヤマトは犬なので）手裏剣をどこから出すのか？」といった問題を解決できず、これもお蔵入り。[11]。
- 付加価値要素のひとつ「シークレットナビ[注 6]」はセガ側チェックスタッフから出たアイデアを小玉が採用、開発企業であるエムツー社に「ぜひ、この機能を入れてほしい」とお願いしたことで実現した[11]。
- 「キャビネット」モードはSwitchのスペックを生かし操作感を悪くしない様にデザインされ、日本版と海外版を合わせて2台分を作るのに1ヶ月半ほどかかった[11]。なお海外版のキャビネットは開発スタッフである駒林貴行（エムツー所属）がアメリカに出張の際、シカゴのゲームセンターで発見、この時に撮った写真を元に作られた。

### アストロシティミニ版
セガグループの1社であるセガトイズが、セガ製汎用アーケードゲーム用筐体「アストロシティ」（「エアロシティ」の後継機種）をモチーフにハイターゲット向けのホビーマシンとして2020年12月17日に販売された「アストロシティミニ」に収録。基本的にオリジナルのまま収録で、加えてXbox 360版同様「どこでもセーブ」などが出来るようになる。

## 評価
PCエンジン版
- ゲーム誌『ファミコン通信』の「クロスレビュー」では合計21点（満40点）[20]、『月刊PCエンジン』では65・75・65・70・70の平均69点、『PC Engine FAN』の読者投票による「ゲーム通信簿」での評価は以下の通りとなっており、19.21点（満30点）となっている[3]。また、この得点はPCエンジン全ソフトの中で383位（485本中、1993年時点）となっている[3]。

| 項目 | キャラクタ | 音楽 | 操作性 | 熱中度 | お買得度 | オリジナリティ | 総合  |
| 得点 | 3.23       | 3.22 | 3.32   | 3.38   | 3.09     | 2.99           | 19.21 |

- ゲーム本『懐かしゲーム機大百科 PCエンジン完全ガイド 1987-1999』では、制限時間がなくなった事でアーケード版より難易度が低下した事を好意的に評価したが、近距離攻撃とボーナスステージがカットされた事に関して否定的に評価した[24]。

## 忍シリーズ一覧
本作はその後セガよりアーケードではなくメガドライブにて続編となる『ザ・スーパー忍』が発売されており、以降シリーズ化して以下の作品が発売されている。
- ザ・スーパー忍（1989年、メガドライブ）
- シャドーダンサー（1990年、アーケードとメガドライブ）
- Alex Kidd in Shinobi World（1990年、セガ・マスターシステム）※
- The Cyber Shinobi（1991年、セガ・マスターシステム）※
- The GG忍（1991年、ゲームギア）
- The GG忍2（1992年、ゲームギア）
- ザ・スーパー忍II（1993年、メガドライブ）
- 新・忍伝（1995年、セガサターン）
- The Revenge of Shinobi（2002年、ゲームボーイアドバンス）※
- Shinobi（2002年、PlayStation 2）
- Kunoichi -忍-（2003年、PlayStation 2）
- Shinobi 3D（2011年、ニンテンドー3DS）
- SHINOBI 復讐の斬撃（2025年、PlayStation 4、PlayStation 5、Nintendo Switch、Xbox One、Xbox Series X/S、Steam）

※・・・日本国内未発売

## その他
セガストア専売のCDアルバム「LEGEND OF JOE MUSASHI SHINOBI 忍 MUSIC COLLECTION」内のディスク1枚目にアーケード版、セガ・マークⅢ版の楽曲が収録されている（SEは未収録）。